# アルバート・ハーター (画家)
アルバート・ハーター（英語: Albert Herter, 1871年3月2日 - 1950年2月15日）はアメリカ合衆国の画家、イラストレータである。

## 略歴
ニューヨークに生まれた。父親はドイツ生まれのデザイナーで義理の兄弟と、家具の会社や繊維会社を創立して成功した人物である。父親から美術を学んだ後、アート・スチューデンツ・リーグ・オブ・ニューヨークでジェームズ・キャロル・ベックウィズに学び、パリの私立の美術学校のアカデミー・ジュリアンのジャン＝ポール・ローランスやフェルナン・コルモンに学んだ。ニューヨークの銀行家の娘で、アカデミー・ジュリアンの学生だったアデル・マクギニスと知り合い、1893年に結婚した。1898年までパリで暮らした後、アメリカに戻った。
1890年にパリのサロンに出展し、選外佳作を受賞し、1897年のペンシルベニア美術アカデミーの展覧会や1899年のアメリカ水彩画協会の展覧会で賞を受賞した。1900年のパリ万国博覧会を含む多くの国際博覧会に作品を出展し、メダルを受賞した。多くの施設の壁画を描いたことでも知られる。
画家として働き、シカゴ美術館美術学校で教えた。父親から受け継いだ自らの資産と妻の資産で裕福な生活を送り、父親の会社の顧客を通じて上流階級の人々のサークルで活動した。1900年ころから夏はロングアイランドのサフォーク郡の街East Hamptonの邸で過ごし、その他の季節はカルフォルニアク州のサンタバーバラで過ごした。
1906年にニューヨークのナショナル・アカデミー・オブ・デザインの準会員に選ばれ、1943年に正会員になった。
パリで生まれた息子のクリスティアン・アーチボルド・ハーターは政治家になり、マサチューセッツ州知事や国務長官を歴任した。

## 作品

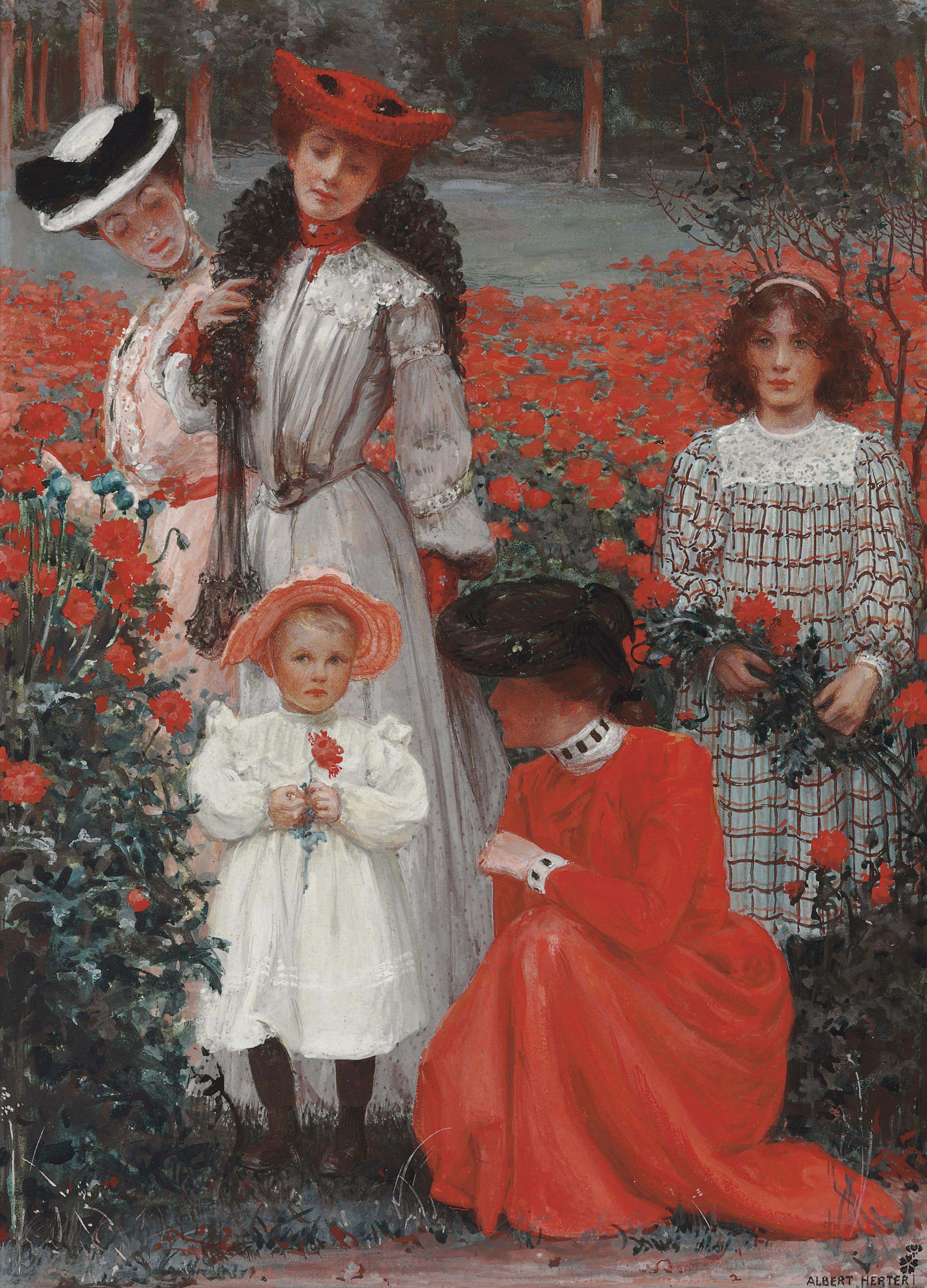
"A Family Group" (c.1898)
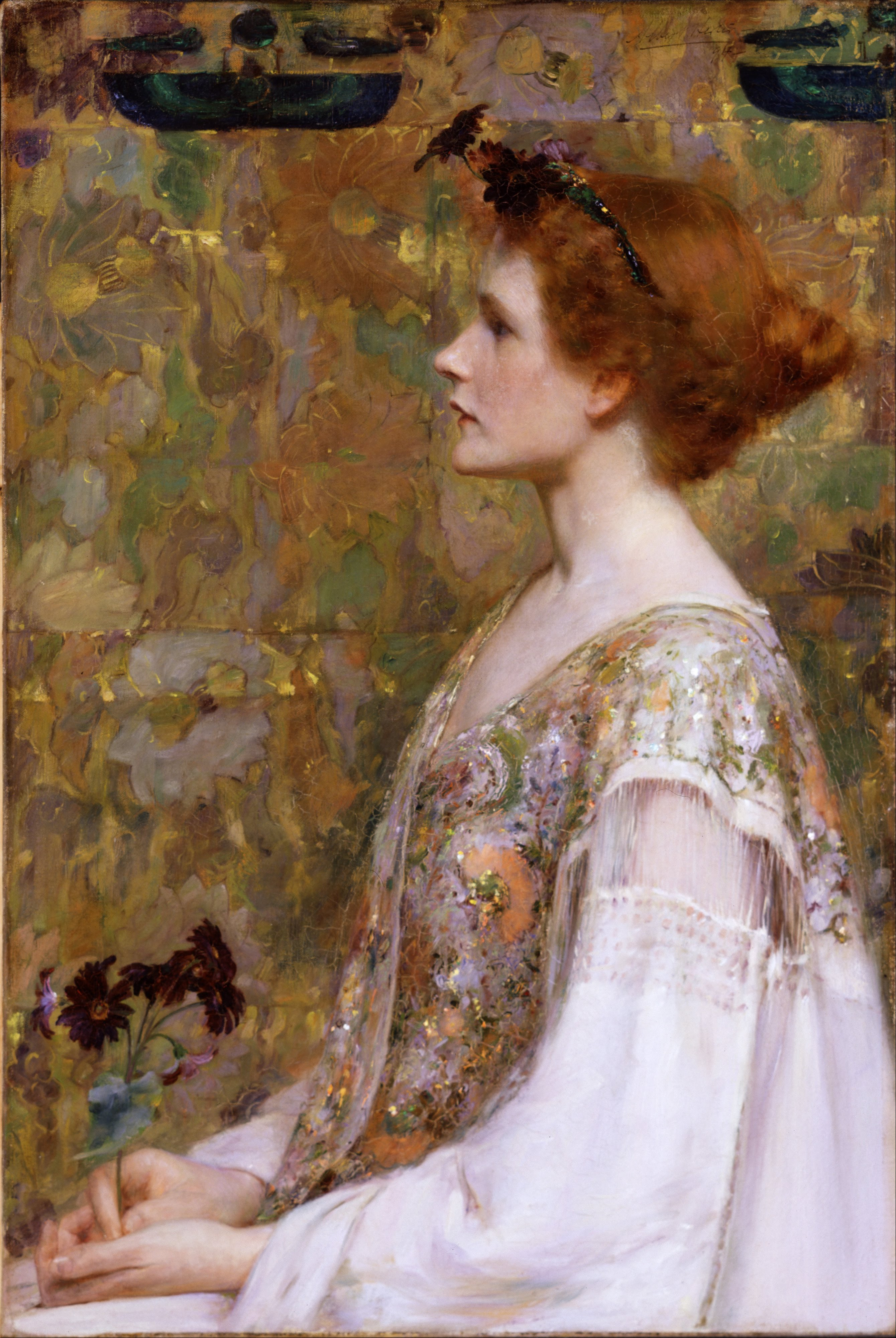
"Woman with Red Hair"(1894)
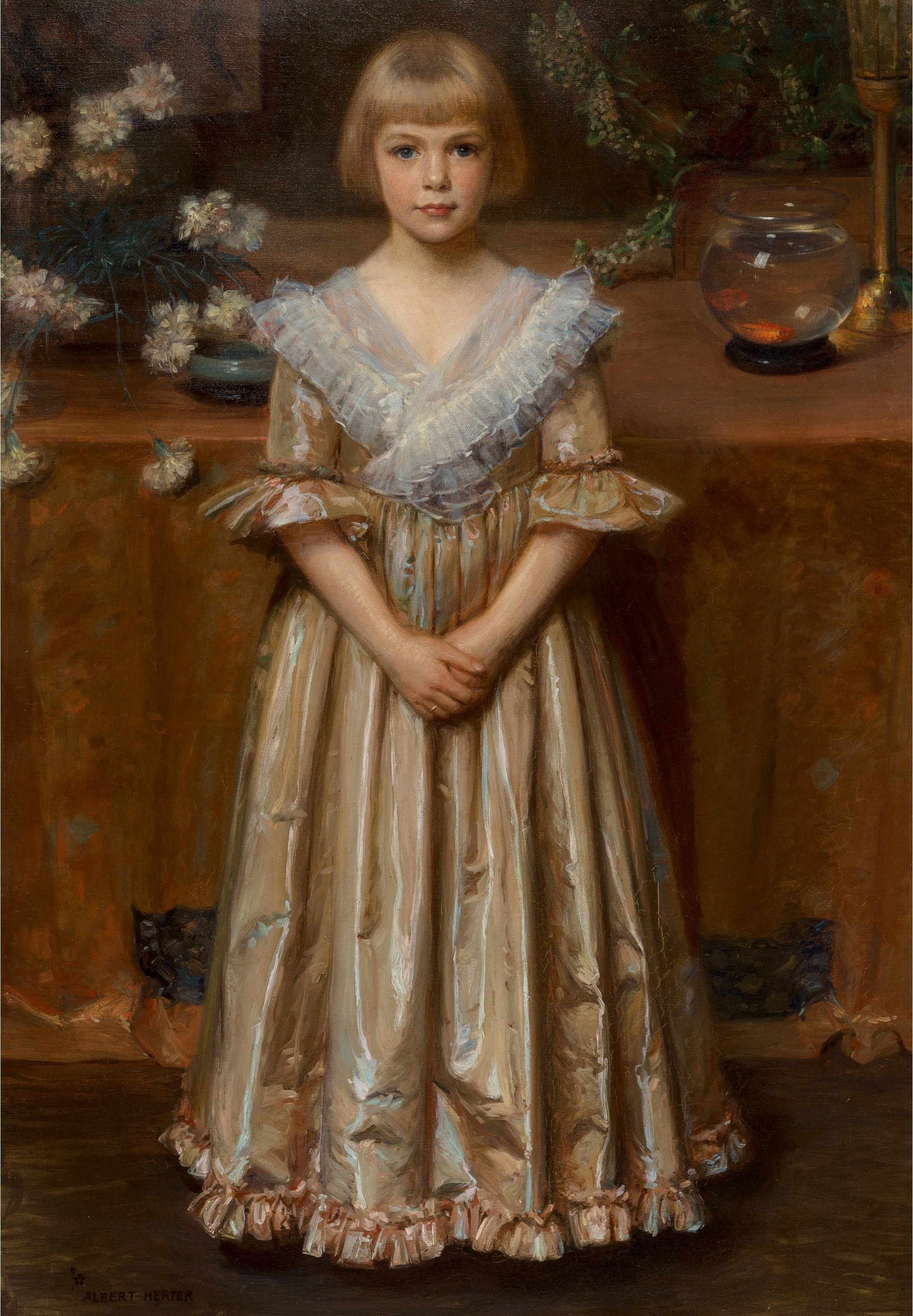
少女と金魚鉢
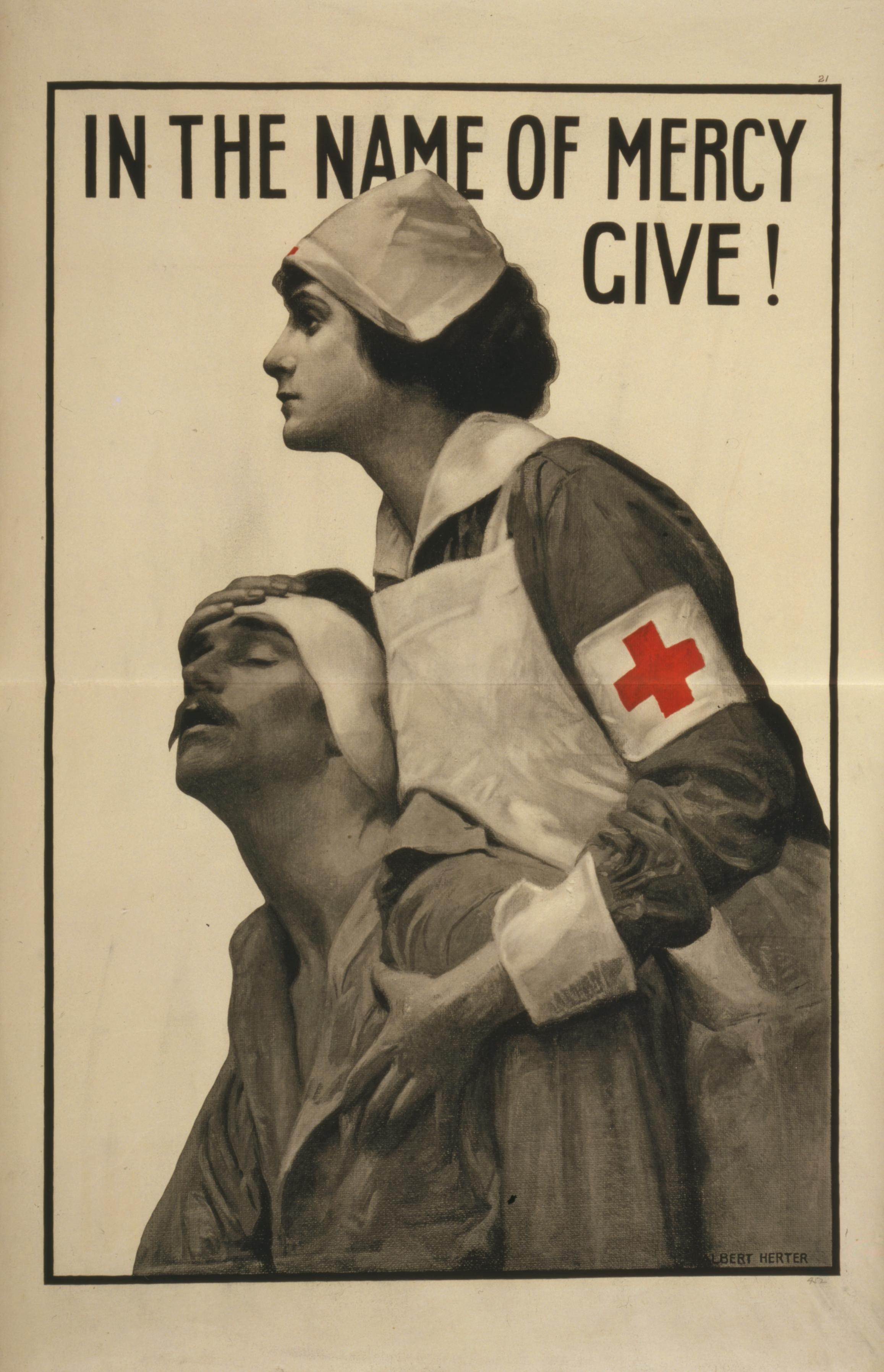
赤十字のためのポスター(1917)

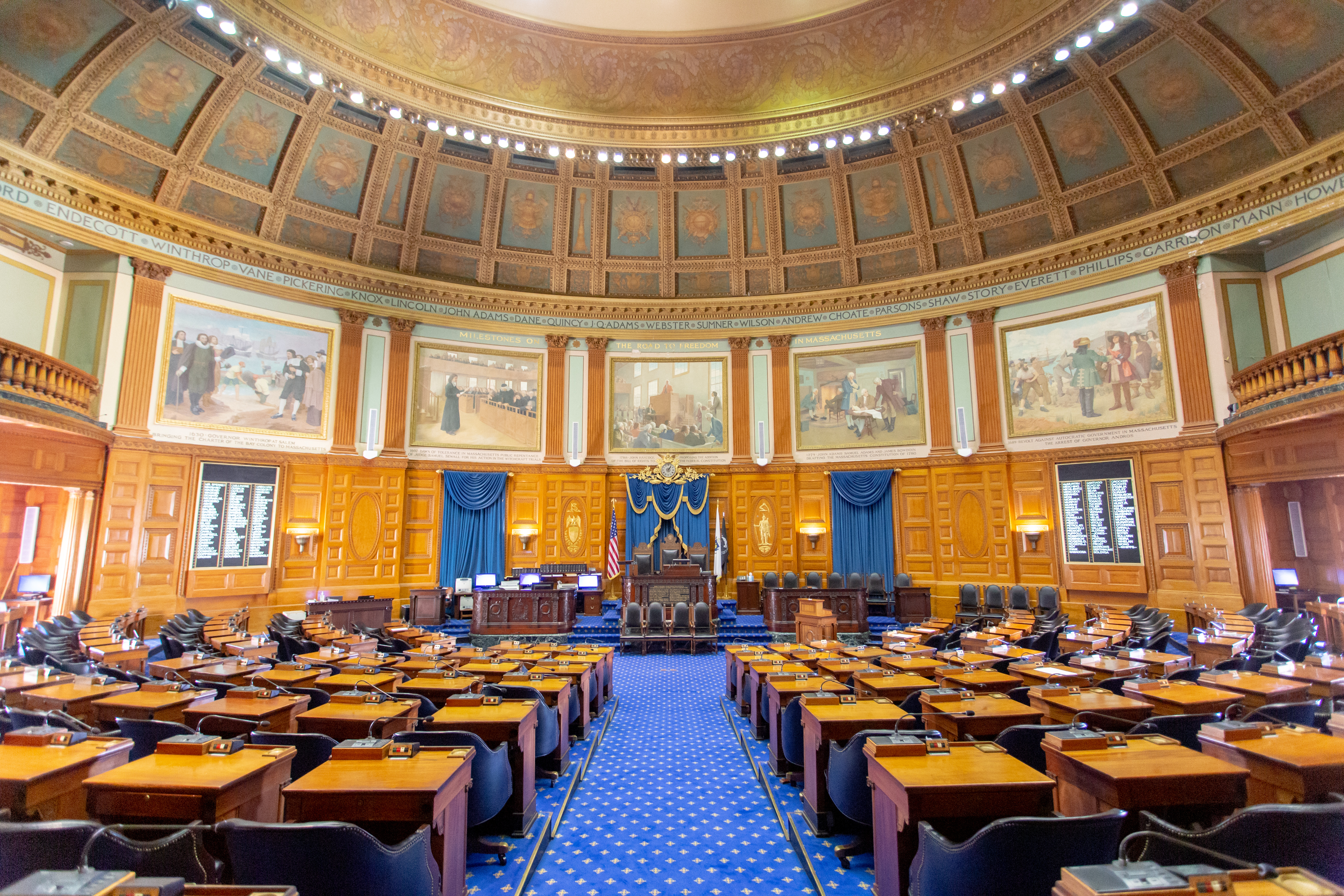
マサチューセッツ州議会の壁画
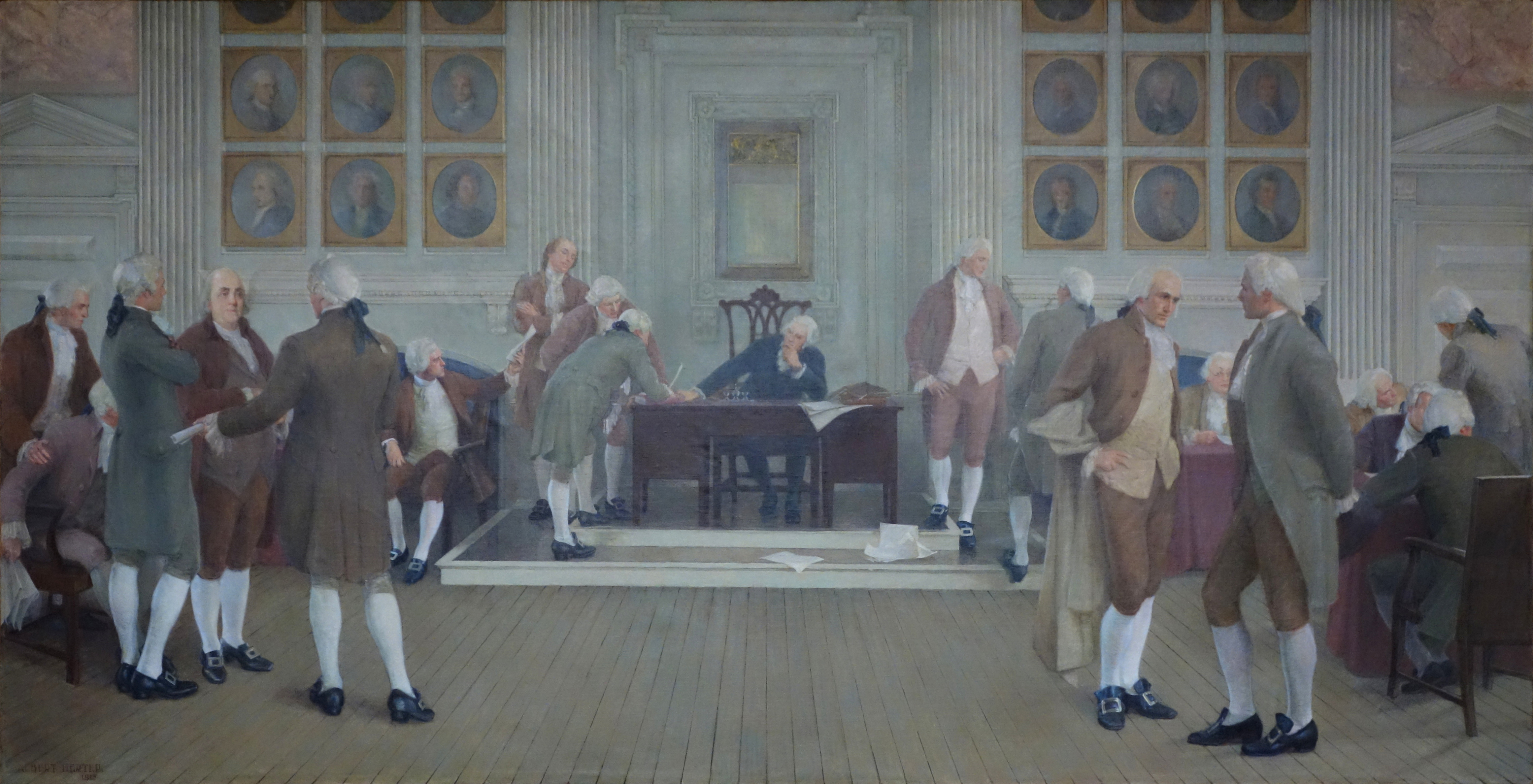
「合衆国憲法への署名」、ウィスコンシン州議会壁画
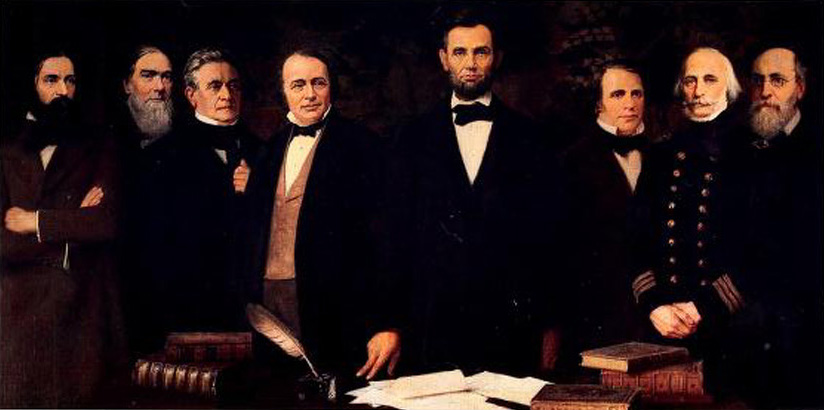
「全米科学アカデミーの創立者」